# Darío Díez Vicario
Darío Díez Vicario (Reinosa, 16 de noviembre de 1856-Zeluán, 30 de septiembre de 1909) fue un militar español. Póstumamente, alcanzó el grado de general de división.

## Biografía
Hijo de Tomás Díez Bárcena y de Juliana Vicario Sierra, nació en la localidad cántabra de Reinosa en 1856. Realizó estudios de bachillerato y Peritaje Industrial e ingresó como cadete en la Academia de Infantería en noviembre de 1874. Estuvo casado con María Dolores Vicario de la Fuente.
El 5 de julio de 1875 se incorporó con el grado de alférez al Batallón de Cazadores de Las Navas n.º 10, en la batalla de San Sebastián, en plena guerra carlista. Más tarde luchó cerca de Tolosa, hasta la finalización del conflicto, en marzo de 1876. Ese mismo año, embarcó con destino a Cuba, llegando a La Habana el 13 de octubre. Allí permaneció hasta 1883, cuando regresó a la península ibérica con el empleo de capitán de Infantería y destino en el Regimiento de Infantería Canarias n.º 43. Pasó por Alcalá de Henares, Madrid y Leganés, hasta que en 1893 fue destinado como profesor de la Academia de Infantería.
En mayo de 1895 ascendió al empleo de comandante de Infantería y fue destinado a Cuba, donde arribó el 25 de julio, incorporándose al Batallón Antequera y a las órdenes del general de brigada Arsenio Linares. En 1897 fue herido de bala. Obtuvo los ascensos de teniente coronel (1896) y coronel (1898), y siete cruces rojas al mérito militar por méritos de guerra.
De regreso a España, el 22 de marzo de 1899 ascendió a coronel y en 1901 regresó a su antiguo destino en la Academia de Infantería, en este caso como director de la misma. En 1904 pasó a mandar el Regimiento de Infantería de Murcia n.º 37 hasta que el 4 de abril de 1909 fue ascendido a general de brigada, por el pase a la reserva del general Enrique Llorente Ferrando. En septiembre se incorporó en Melilla como jefe de la Segunda Brigada de la Primera División a las operaciones que se realizaban durante la guerra de Melilla contra las cabilas del Rif. Uno de sus ayudantes será el entonces comandante Berenguer.
Darío Diez Vicario murió en combate sostenido contra las kabilas del Rif el día 30 de septiembre de 1909 en las inmediaciones de Zeluán, al frente de sus tropas. La prensa del momento recoge su muerte y algunas polémicas en torno a la misma. Tras su muerte, el 4 de octubre de 1909, el Consejo de Ministros lo ascendió al empleo de general de división con la antigüedad del día del fallecimiento.

Telegrama Oficial del General Marina sobre el combate

“Melilla 1, 5.45. Comandante en jefe desde Zeluán me ordena transmita a V.E. lo siguiente:
Con objeto de ver estado de vitalidad kabilas próximas a esta Alcazaba, y poder cerciorarme de su posición respecto de nosotros ordené efectuara hoy 30 un reconocimiento por el Zoco Hemis de Beni-Bu-Ifrur.
La columna se componía de seis batallones de la división de cazadores, tres baterías de montaña, una Schneider y tres escuadrones de Caballería. Esta fuerza estaba protegida por la izquierda por la segunda brigada de la primera división, al mando del general Díez Vicario; una batería Schneider protegiendo la extrema izquierda, dos escuadrones de húsares.
La marcha y el reconocimiento practicado sin dificultad, aunque teniéndose que rechazar numeroso enemigo que lo impedía, causándonos numerosas bajas.
Al iniciarse la retirada, organizada con mucha pericia por general Tovar, el enemigo favorecido por condiciones terreno, y deseando dar muestras de su vitalidad, atacó con furioso empuje a nuestras tropas que lo rechazaron briosamente, causándole bajas vistas de mucha consideración, auxiliados además por dos compañías y una batería Schneider, situadas en una posición importantísima que ocupan estas fuerzas, con las que yo me encontraba.

Artillería ha tomado un aparte activa muy importante en el combate y todas las tropas han estado animadas del mejor espíritu. Nuestras bajas, sensibles e importantes, consisten en un general, dos capitanes, un teniente y catorce de tropa muertos, y unos ciento ochenta heridos entre oficiales y tropa, que precisaré más tarde, cuando tenga datos fidedignos de la ambulancia. El general muerto es el Sr. Díez Vicario…”
General Marina.